# Pedro González de Mendoza
Pour les articles homonymes, voir Pedro Gonzalez (homonymie), González et Mendoza.
Pedro González de Mendoza (né le 3 mai 1428 à Guadalajara et mort le 11 janvier 1495 à Guadalajara) est un ecclésiastique et une personnalité politique espagnole, le cinquième enfant de Íñigo López de Mendoza, premier marquis de Santillana, et de Catalina de Figueroa.

## Repères biographiques
Pedro González de Mendoza étudie à l'Université de Salamanque entre 1446 et 1452, arrivant peu après à la Cour de Jean II d'Aragon, qui le nomme chapelier. En 1453 il est désigné évêque de Calahorra, bien que ses ambitions politiques l'amènent à nouveau à la Cour. En 1473, il est créé cardinal au titre de Santa Maria in Domnica, archevêque de Séville et chancelier de Castille. Le 13 novembre 1482, il est nommé archevêque de Tolède.
Partisan d'Isabelle dans la guerre de Succession de Castille, il est l'un des commandants de l'armée espagnole qui remporte la bataille de Toro en 1476. Il prend part à la guerre contre les Nasrides en 1485 et participe à la prise de Grenade aux côtés des rois catholiques en 1492.

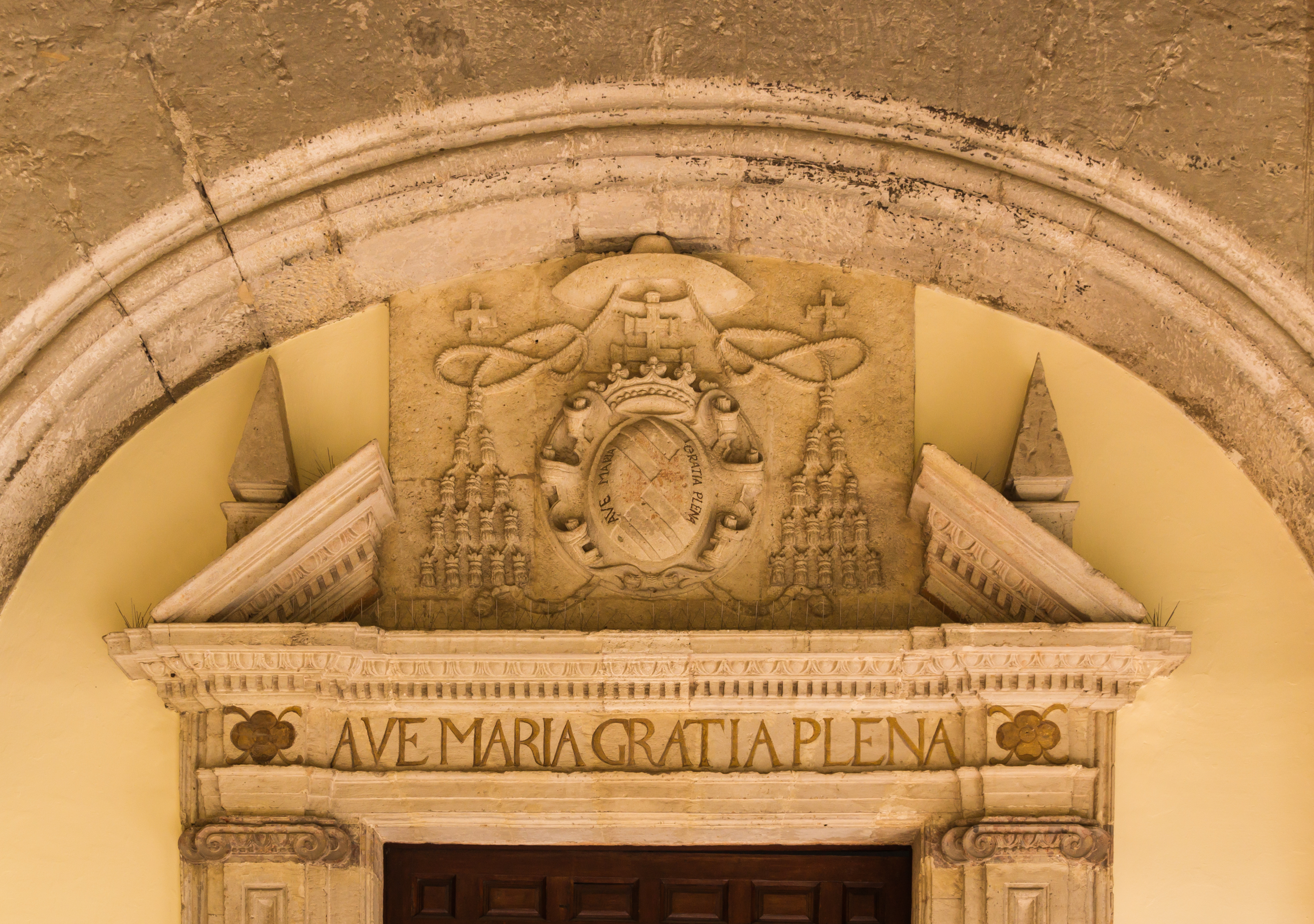
ses armoiries sur un fronton dans le monastère San Jeronimo à Grenade, Andalousie, Espagne.